# Бланк строгой отчётности
Бланк строгой отчётности (БСО) — первичный учётный документ, приравненный к кассовому чеку, содержащий сведения о расчёте между пользователем и клиентом за оказанные услуги.

## Определение
Согласно статье 1.1. федеральному закону от 22.05.2003 года № 54-ФЗ «О применении контрольно-кассовой техники при осуществлении наличных денежных расчётов и (или) расчётов с использованием электронных средств платежа» бланк строгой отчётности — это первичный учётный документ, приравненный к кассовому чеку, сформированный в электронной форме и (или) отпечатанный с применением автоматизированной системы для бланков строгой отчётности в момент расчёта между пользователем и клиентом за оказанные услуги, содержащий сведения о расчёте, подтверждающий факт его осуществления и соответствующий требованиям законодательства.

## Виды бланков строгой отчетности
К БСО принято относить следующие документы:
- квитанции;
- билеты;
- проездные документы;
- талоны;
- путёвки;
- абонементы;
- другие документы, приравненные к кассовым чекам.

## Применение бланка строгой отчётности
Согласно Федеральному закону от 22.05.2003 года № 54-ФЗ "О применении контрольно-кассовой техники при осуществлении наличных денежных расчётов и (или) расчётов с использованием платёжных карт" организациям и индивидуальным предпринимателям разрешается осуществлять наличные денежные расчёты и (или) расчёты с использованием платёжных карт без применения контрольно-кассовой техники (ККТ) при условии выдачи ими соответствующих бланков строгой отчётности в следующих случаях:
- розничная ярмарочная торговля;
- разносная торговля;
- продажа билетов (в том числе водителями транспортных средств);
- продажа газет и журналов;
- продажа мороженого;
- торговля сезонными овощами и фруктами и торговля с использованием автоцистерн (молоко, рыба живая, растительное масло, квас и т.п.);
- продажа ценных бумаг;
- продажа предметов народного творчества самим изготовителем;
- приём утиль-сырья (исключая лома драгоценных металлов, металлолома и драгоценных камней) и стеклотары;
- услуги носильщиков на вокзалах всех видов (ж/д, авто,в  аэро-, речных и морских портах);
- сдача находящегося в собственности у ИП жилого помещения в аренду;
- при оказании населению некоторых видов услуг: присмотр за детьми, уход за инвалидами и больными, распиловка дров и вспашка огородов, ремонт обуви (включая окраску), изготовление и ремонт металлической галантереи и ключей;
- продажа лекарств аптечными киосками, находящимися в ФАП в сельской местности;
- оказание услуг связи отделениями, находящимися в отдалённых районах и внесёнными в перечень удалённых узлов связи;
- продажа товаров и оказание услуг населению организациями и ИП в отдалённых населённых пунктах, перечень которых установлен правительством.

Федеральным законом от 03.07.2016 № 290-ФЗ " О внесении изменений в Федеральный закон " О применении контрольно-кассовой техники при осуществлении наличных денежных расчётов и (или) расчётов с использованием платёжных карт" и отдельные законодательные акты Российской Федерации" внесены изменения в перечень услуг, при которых можно не использовать ККТ, заменяя кассовые чеки БСО. Теперь закон № 54-ФЗ содержит исчерпывающий перечень таких услуг.
В иных случаях в обязательном порядке необходимо использовать контрольно-кассовую технику. Хотя в последнее время Министерство финансов РФ придерживается иной точки зрения.
Бланки строгой отчётности имеют преимущество тогда, когда затраты по их использованию меньше затрат на использование и обслуживание контрольно-кассовой техники (ежемесячное сервисное обслуживание, замена ЭКЛЗ, регистрация в налоговой и т.п.).
Бланк строгой отчётности изготавливается типографским способом или формируется с использованием автоматизированных систем.
Бланк строгой отчётности должен содержать следующие поля:
а) наименование документа, шестизначный номер и серия;
б) наименование и организационно-правовая форма - для организации; фамилия, имя, отчество - для индивидуального предпринимателя;
в) место нахождения постоянно действующего исполнительного органа юридического лица (в случае отсутствия постоянно действующего исполнительного органа юридического лица - иного органа или лица, имеющих право действовать от имени юридического лица без доверенности);
г) идентификационный номер налогоплательщика, присвоенный организации (индивидуальному предпринимателю), выдавшей документ;
д) вид услуги;
е) стоимость услуги в денежном выражении;
ж) размер оплаты, осуществляемой наличными денежными средствами и (или) с использованием платёжной карты;
з) дата осуществления расчёта и составления документа;
и) должность, фамилия, имя и отчество лица, ответственного за совершение операции и правильность её оформления, его личная подпись, печать организации (индивидуального предпринимателя);
к) иные реквизиты, которые характеризуют специфику оказываемой услуги и которыми вправе дополнить документ организация (индивидуальный предприниматель).
Если бланки строгой отчётности изготовлены в типографии, то законом предписано принимать ряд мер, чтобы налоговые органы могли контролировать их использование. Учёт бланков ведётся в книге учёта бланков документов. Листы такой книги должны быть пронумерованы, прошнурованы и подписаны руководителем и главным бухгалтером организации, а также скреплены печатью. Бланки документов хранятся в металлических шкафах, сейфах и (или) специально оборудованных помещениях в условиях, исключающих их порчу и хищение. По окончании рабочего дня место хранения бланков документов опечатывается или опломбировывается.
Упакованные в опечатанные мешки копии бланков строгой отчётности (корешки), подтверждающих суммы принятых наличных денежных средств (в том числе с использованием платёжных карт), хранятся в систематизированном виде не менее 5 лет. По окончании указанного срока, но не ранее истечения месяца со дня проведения последней инвентаризации копии документов (корешки) уничтожаются на основании акта об их уничтожении, составленного комиссией, образованной руководителем организации (индивидуальным предпринимателем). В таком же порядке уничтожаются некомплектные или испорченные бланки документов.
Формирование бланков строгой отчётности может производиться с использованием автоматизированных систем. При этом для одновременного заполнения бланка документа и выпуска документа должно обеспечиваться выполнение следующих требований:
а) автоматизированная система должна иметь защиту от несанкционированного доступа, идентифицировать, фиксировать и сохранять все операции с бланком документа в течение не менее 5 лет;
б) при заполнении бланка документа и выпуске документа автоматизированной системой сохраняются уникальный номер и серия его бланка.
Организации и индивидуальные предприниматели по требованию налоговых органов обязаны представлять информацию из автоматизированных систем о выпущенных документах.
Рынок автоматизированных систем для формирования бланков строгой отчётности невелик, но понемногу заполняется интересными решениями.
Первые варианты были представлены как в виде отдельных систем (имеют встроенный микрокомпьютер, печатающее устройство, блоки памяти в виде ЭКЛЗ) и по виду схожи с ККТ, так и в виде систем, которые могут быть встроены в персональный компьютер. К первым можно отнести такие устройства, как АС МИНИКА–БСО, АСП БСО "ШТРИХ-ТАКСИ-К" и т.п., ко вторым АС БСО-ПОЛЕТ.
В последнее время появляются онлайн-системы, позволяющие печатать, аннулировать, хранить и генерировать отчёты онлайн.
Для работы с ними подходит любой принтер и компьютер/планшет. Это выгоднее типографских и аппаратных бланков.
С июля 2021 года, когда использование онлайн-касс станет обязательным для тех, кто раньше мог выдавать бланки строгой отчётности, использование автоматизированных онлайн-систем выдачи бланков строгой отчётности станет недоступным.
Бланки строгой отчётности, изготовленные типографским способом, а также автоматизированные системы печати бланков строгой отчётности в налоговой инспекции не регистрируются.